# Condado de Yuba
O condado de Yuba (em inglês:  Yuba County) é um dos 58 condados do estado americano da Califórnia. Foi fundado em 1850. A sede e cidade mais populosa do condado é Marysville.

## Geografia
De acordo com o United States Census Bureau, o condado possui uma área de 1 667 km², dos quais 1 636 km² estão cobertos por terra e 31 km² por água.

## Demografia
Segundo o censo nacional de 2010, o condado possui uma população de 72 155 habitantes e uma densidade populacional de 44 hab/km². Possui 27 635 residências, que resulta em uma densidade de 17 residências/km².
Das 2 localidades incorporadas no condado, Marysville é a mais populosa e densamente povoada, com 12 072 habitantes e densidade populacional de 1 347 hab/km². De 2000 para 2010, a população de Wheatland cresceu 52% e a de Marysville reduziu em quase 2%.